# 大统一理论
大統一理论（Grand Unified Theory，缩写GUT）是一種物理理论。物理學者希望能藉由单獨一種物理理论来合理解释电磁相互作用、强相互作用和弱相互作用导致的物理现象。大统一理论算是物理界迈向万有理论的踏脚石。請注意，大统一理论并不包括引力，试图也将引力统一的理论称為万有理论。

## 歷史
爱因斯坦在提出相对论以后，从20年代开始就致力于寻找一种统一的理论来解释当时已知的所有相互作用，也就是引力和电磁力，爱因斯坦晚年偏离物理界大方向自己研究大统一理论，直到他1955年逝世。在爱因斯坦的年代，强相互作用和弱相互作用的概念尚未形成，因此爱因斯坦的努力似乎过於超前。
电弱交互作用理论和强交互作用理论建立以后，由于他们都由相似的规范场论来描述，理论物理学家随即试图统一它们。哈沃德·乔吉和谢尔登·格拉肖于1974年提出了最早的SU(5)大统一理论。这是第一个统一了电弱相互作用和强相互作用的理论。值得指出的是，由于量子引力理论尚存在困难，目前一般称为“大统一理论”的理论都与引力无关。

## 动机
在标准模型中，粒子的超荷对应于U(1)群的量子数。在数学理论中，U(1)群可以有无限多个表示，与之相应，超荷可以是任意有理数。但是夸克和电子的电荷都是1/3的整数倍，因此它们的超荷都是1/6的整数倍。理论物理学家猜测这是因为标准模型的{\displaystyle SU(3)\times SU(2)\times U(1)}其实是一个大的单群的子群。这样，相关的数学理论就会把超荷限制在1/6的整数倍的数值上。

## 经典SU(5)理论
{\displaystyle SU(5)}理论是第一种大统一理论。它将标准模型的{\displaystyle SU(3)\times SU(2)\times U(1)}嵌入在一个{\displaystyle SU(5)}群中。该群两个最小的不可约表示，5表示和10表示刚好能够将标准模型的一整代费米子纳入其中，{\displaystyle SU(5)}群的超荷算符也刚好能给出所有粒子正确的超荷，因此理论物理学家一度认为，该模型极有可能是正确的。
值得注意的是，{\displaystyle SU(5)}模型是反常自动相消的。另外，{\displaystyle SU(5)}模型并没有自动包括右手中微子，因此不能自动解释中微子质量。

## 三种作用常数的统一与超对称
一些大统一理论通常要求标准模型三种耦合常数在某个能标上跑到同一个数值上去。简单的{\displaystyle SU(5)}模型无法做到这一点。但是在超对称{\displaystyle SU(5)}模型中，三种耦合常数在能标
{\displaystyle \Lambda _{\text{GUT}}\approx 10^{16}\,{\text{GeV}}}.
处比较精确地跑到了一点。理论物理学家相信，这不是巧合。这也是粒子物理学中引入超对称的重要动机之一。

## 大统一理论的现状
大统一理论通常会破坏重子数守恆，因此它们常常预言质子衰变。但是最简单的{\displaystyle SU(5)}模型已经被相关实验排除。超对称大统一理论预测了更长的质子寿命，因此相比简单的{\displaystyle SU(5)}模型而言稍微好一些。目前，没有任何支持关于大统一理论的实验证据。

## 外部連結
- Scholarpedia: Grand Unification（页面存档备份，存于）